# Seweryn Stanisław Malinowski
Seweryn Stanisław Malinowski (ur. 8 maja 1885 w Warszawie, zm. 1958 tamże) – polski malarz i grafik.

## Życiorys
Od 1903 uczęszczał do Szkoły Rysunku prowadzonej przez Jana Kauzika, po jej ukończeniu w 1906 rozpoczął naukę w Szkole Sztuk Pięknych w pracowniach Kazimierza Stabrowskiego i Stanisława Lentza. W 1909 wyjechał do Paryża, aby przez dwa lata uczyć się w Académie Russe. Od 1911 przez sześć lat był studentem Szkoły Rysunkowej Cesarskiego Towarzystwa Zachęty Sztuk Pięknych w Petersburgu. Po 1945 był między innymi członkiem radomskiego Towarzystwa Przyjaciół Sztuk Pięknych.
Tworzył pejzaże, portrety i obrazy o tematyce sakralnej, używał akwareli i stosował malarstwo olejne.